# 脊柱管狭窄症
脊柱管狭窄症（せきちゅうかんきょうさくしょう、英: Spinal stenosis）とは、脊柱管または椎間孔が異常に狭い状態により脊髄または神経根が圧迫されている状態のことである。症状には、腕や脚の痛み、しびれ、衰弱などがあげられる。症状は一般的に徐々に発症し、背中を前屈すると同時に改善する。重度の症状には、尿失禁、便失禁、性機能障害などがあげられる。
原因には、変形性関節症、関節リウマチ、脊椎癌、外傷、骨ページェット病、脊椎側彎症、脊椎すべり症、遺伝疾患である軟骨無形成症、などがあげられる。脊柱管狭窄症は、頚部狭窄、胸部狭窄、腰部狭窄と影響を受ける部位によって分類される。最も一般的にみられるのは腰部狭窄であり、続いて頚部狭窄である。診断は一般的に、症状と医用画像を基におこなわれる。
治療は、投薬、装具の着用、手術などがおこなわれる。投薬には、NSAIDs、アセトアミノフェン、ステロイド注射などがある。ストレッチをしたり筋力強化運動をすることも役立つ場合がある。特定の活動を制限することが推奨される場合がある。一般的に、手術は、他の治療が効果的でなかった場合のみおこなわれ、一般的な施術は減圧椎弓切除術である。
脊柱管狭窄症は多くて8％の人が罹患する。最も一般的にみられるのは、50歳以上の人である。ほとんどの場合男女同等に影響を受ける。この症状の最初の現代的な記述は、1803年にアントニー・ポータルよるものであり、症状の証拠は古代エジプトにまで遡る。